# Alexander Rybak
Alexander Igoryevich Rybak (en ruso: Алекса́ндр И́горевич Рыба́к; en bielorruso: Алякса́ндр І́гаравіч Рыба́к, tr. Alyaksándr Íharavich Rybák; nacido en Minsk, RSS Bielorrusia, el 13 de mayo de 1986) es un violinista, cantante, compositor, actor y escritor noruego de origen bielorruso. Ganó el Festival de Eurovisión de 2009 celebrado en Moscú en representación de Noruega, edición en la que consiguió el mayor número de votos de toda la historia de Eurovisión. Representó a Noruega en el Festival de la Canción de Eurovisión 2018, nueve años después de su victoria en Moscú. 

## Biografía
Nació en Minsk (Bielorrusia, entonces parte de la Unión Soviética). Se mudó con sus padres a Noruega cuando tenía cuatro años, y allí fue donde se crio. Tras siete años de residencia, él y su familia recibieron la ciudadanía noruega.
Comenzó sus clases de piano y violín a los cinco años, sus padres le exigieron que practicara mucho, él cuenta que 3 horas al día, pero él ahorró para una consola y se escaqueó. Luego eligió el violín como principal. Actualmente, toca ambos instrumentos. Su madre es la famosa pianista Natallia Valiantsinauna Rybak; y su padre, el violinista Ihar Aliaksandravich Rybak, famoso en Noruega. Alexander ha declarado: "Siempre me gustó divertir a la gente y de alguna manera ésta es mi vocación".
A los diez años, ingresó al Barratt Due Institute of Music en Oslo. Dado su éxito en Eurovision 2009, se tomó un descanso de sus estudios en el instituto. En 2011 retomó las clases y en junio de 2012 se graduó en la Licenciatura de Música en Interpretación de Violín.
Actualmente vive en Aker Brygge (Oslo, Noruega). Realizó una colaboración para Dreamworks en la película Cómo entrenar a tu dragón 2 con la canción "Into A Fantasy", donde también puso su voz al protagonista de tal película en la versión noruega.

## Carrera

### Eurovisión 2009
Ganó la final de la selección nacional de Noruega Melodi Grand Prix 2009 para representar a Noruega en el Festival de Eurovisión 2009, del que resultó ganador, cantando Fairytale, canción inspirada en gran medida por la música folclórica noruega. La canción la compuso y escribió él mismo y la interpretó con la compañía de danza moderna popular. Se convirtió casi instantáneamente en el favorito, siendo el primero de las apuestas y ganando EuroChart, el resultado fue el esperado. Alexander Rybak ganó el Festival de Eurovisión el día 16 de mayo de 2009 consiguiendo batir un récord de puntuación al lograr 387 puntos, habiendo recibido de dieciséis de los países participantes la máxima puntuación, de 12 puntos.

### Otras apariciones en Eurovisión
Después de su victoria de 2009 Alexander Rybak en el intervalo de la segunda semifinal del Festival de la Canción de Eurovisión 2012, en compañía de Dima Bilan, Marija Šerifović, Lena Meyer-Landrut y Eldar Qasımov y Nigar Jamal, interpretaron parte de su canción ganadora agregándole instrumentos azeríes.  Al final de las canciones, interpretaron conjuntamente el reconocido tema «Waterloo», de ABBA. 
En 2014, formó la girl-band bielorrusa Milki para presentarse al Eurofest bielorruso como compositor y participar en Eurovisión 2015 con la canción "Accent". También ha aparecido en la final de Eurovision 2016 por el Interval Act Love Love, Peace Peace.

### Melodi Grand Prix y Eurovisión 2018
Después de los rumores que apuntaban a que el cantante quería volver a participar en Eurovisión, la televisión pública noruega NRK lo anunció el pasado 15 de enero de 2018 durante una rueda de prensa como uno de los finalistas de su tradicional Melodi Grand Prix. Rybak se presentó a la selección nacional con "That's How You Write A Song", canción que él mismo compuso y con la que quería volver a representar a Noruega en el festival después de nueve años de su victoria en Moscú. El 10 de marzo, la final del Melodi Grand Prix tuvo lugar desde el Oslo Spektrum en Oslo donde el cantante consiguió alzarse con la victoria tras un duelo final con la cantante Rebecca y "Who We Are".
En Eurovisión 2018, Rybak terminó primero en semifinal, convirtiéndose en el primer artista de Eurovisión en ganar dos semifinales después de que también ganó la segunda semifinal en 2009. En la final, Rybak terminó en el decimoquinto lugar, recibiendo la máxima puntuación del jurado de Italia.

## Concierto en Skien

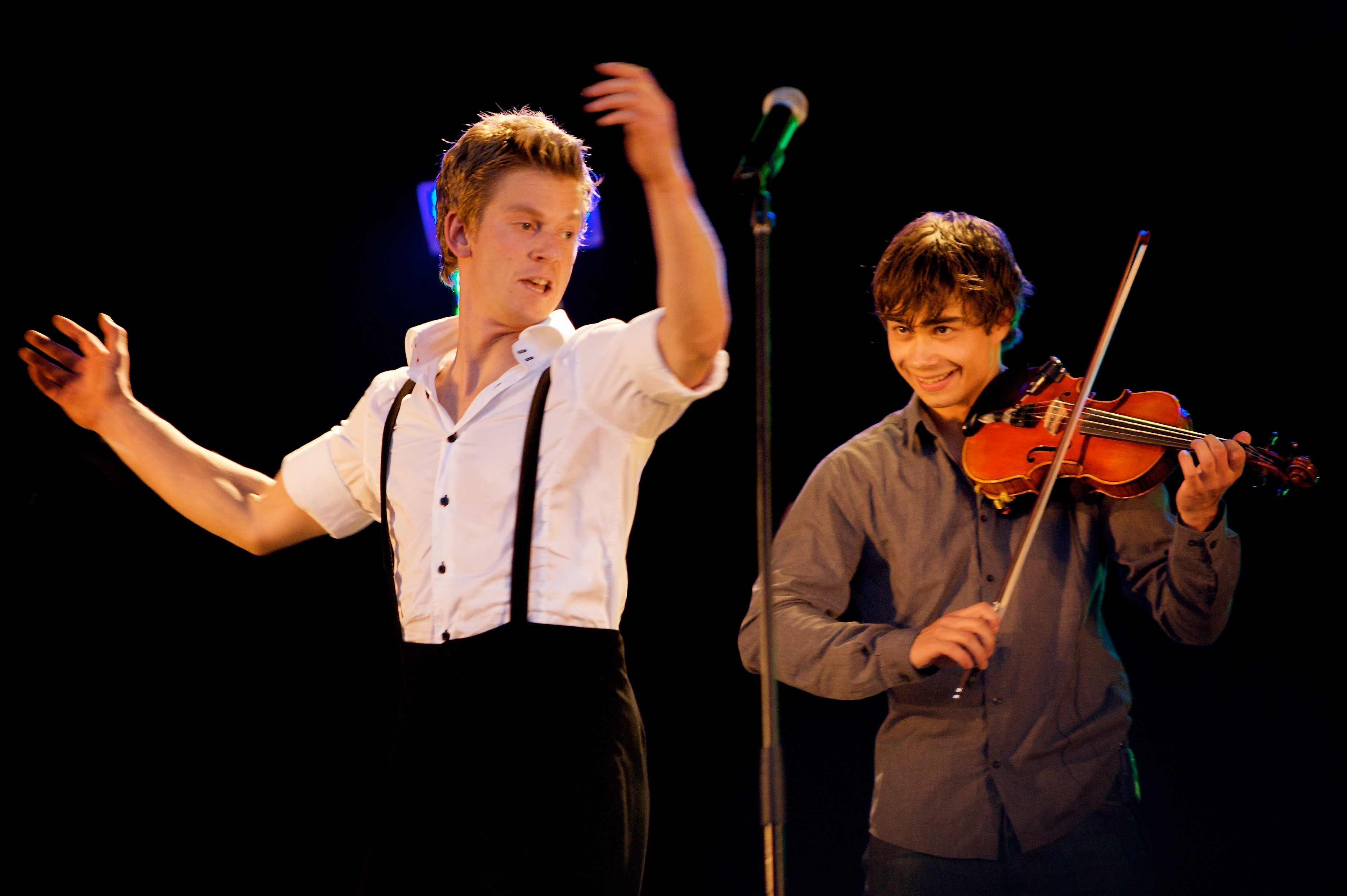
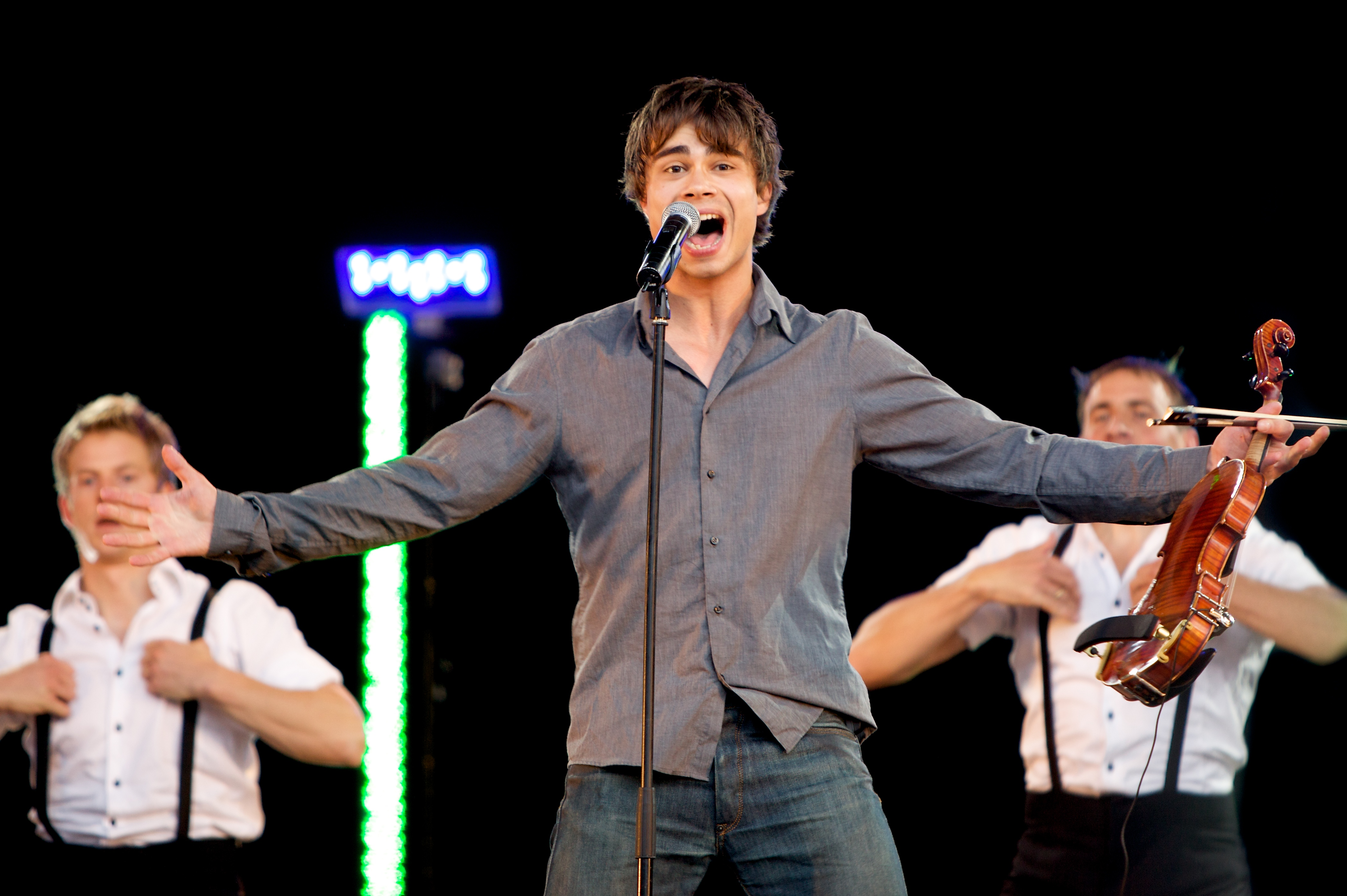
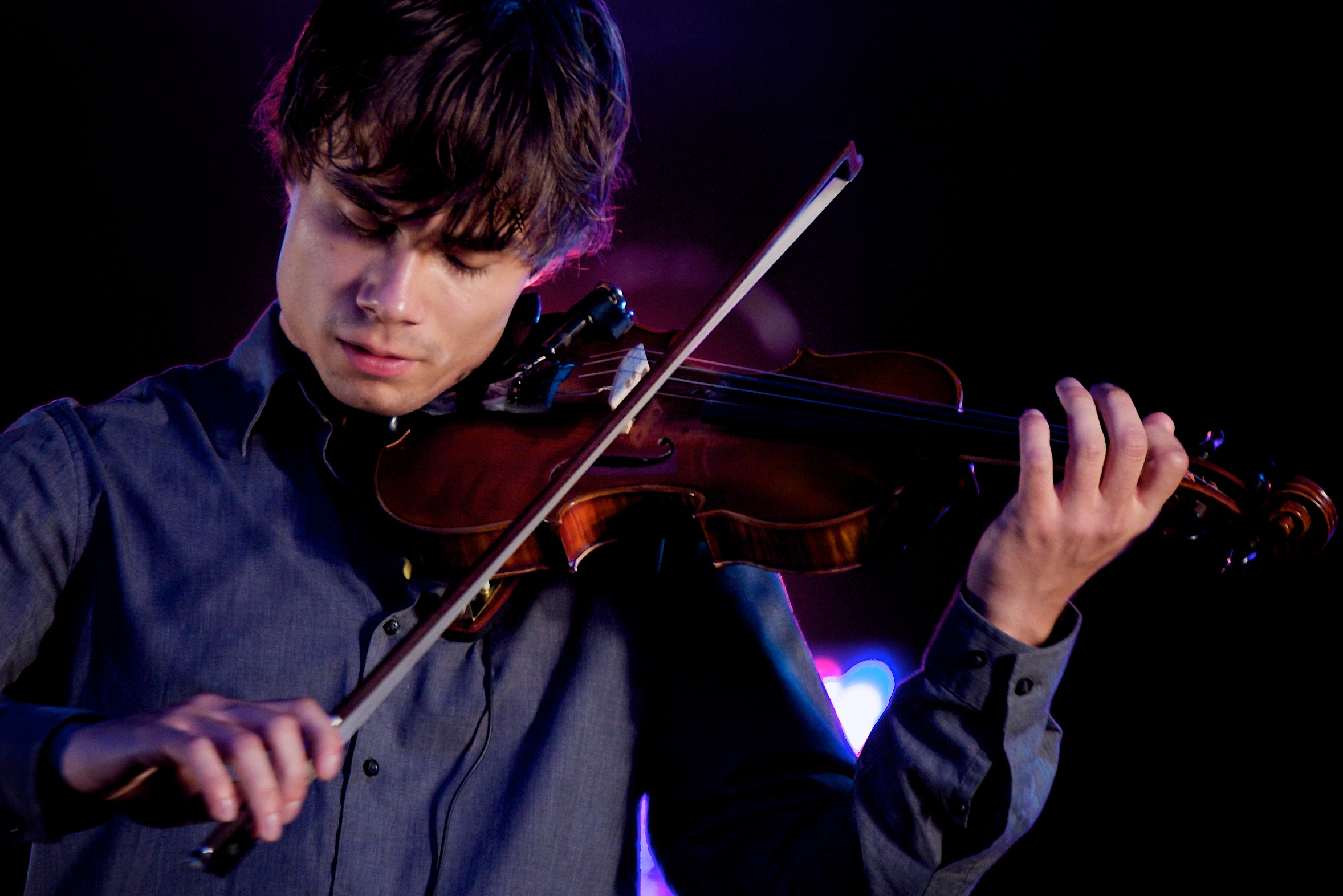

## Discografía

### Álbumes de estudio
| Álbum                                  | Detalles del Álbum                                                                                             | Posiciones en las listas | Posiciones en las listas | Posiciones en las listas | Posiciones en las listas | Posiciones en las listas | Posiciones en las listas | Posiciones en las listas | Posiciones en las listas | Posiciones en las listas | Posiciones en las listas | Certificaciones                   |
| Álbum                                  | Detalles del Álbum                                                                                             | NOR                      | BEL                      | DIN                      | HOL                      | FIN                      | ALE                      | POL                      | RUS                      | SUE                      | FRA                      | Certificaciones                   |
| -------------------------------------- | --- | ------------------------ | ------------------------ | ------------------------ | ------------------------ | ------------------------ | ------------------------ | ------------------------ | ------------------------ | ------------------------ | ------------------------ | --------------------------------- |
| Fairytales                             | - 1.er álbum de estudio - Fecha de Lanzamiento: 29 de mayo de 2009 - Discográfica (s): EMI, Universal          | 1                        | 13                       | 15                       | 29                       | 4                        | 16                       | 7                        | 1                        | 2                        | 21                       | - IFPI Nor: 3x Platino - GLF: Oro |
| No Boundaries                          | - 2.º álbum de estudio - Fecha de Lanzamiento: 14 de junio de 2010 - Discográfica: Universal                   | 7                        | —                        | —                        | —                        | 32                       | —                        | 12                       | —                        | 8                        | —                        |                                   |
| Visa vid vindens ängar                 | - 3.er álbum de estudio - Fecha de Lanzamiento: 15 de junio de 2011 - Discográfica: Alexander Rybak AS         | 7                        | —                        | —                        | —                        | —                        | —                        | —                        | —                        | 40                       | —                        |                                   |
| Christmas Tales                        | - 4. ° álbum de estudio - Fecha de Lanzamiento: 13 de noviembre de 2012 - Discográfica: Grappa Musikkforlag AS | 34                       | —                        | —                        | —                        | —                        | —                        | —                        | —                        | —                        | —                        |                                   |
| Trolle og den magiske fela             | - Fecha de Lanzamiento: 2 de diciembre de 2015 - Discográfica: Autónomo                                        |                          |                          |                          |                          |                          |                          |                          |                          |                          |                          |                                   |
| "—" denota que no entró en las listas. | |                          |                          |                          |                          |                          |                          |                          |                          |                          |                          |                                   |

### Sencillos
| Año                                    | Sencillo                           | Mejores posiciones en listas | Mejores posiciones en listas | Mejores posiciones en listas | Mejores posiciones en listas | Mejores posiciones en listas | Mejores posiciones en listas | Mejores posiciones en listas | Mejores posiciones en listas | Mejores posiciones en listas | Mejores posiciones en listas | Certificaciones                      | Álbum                       |
| Año                                    | Sencillo                           | NOR                          | R.U.                         | IRL                          | RUS                          | FIN                          | GRE                          | SUE                          | DIN                          | HOL                          | U.E.                         | Certificaciones                      | Álbum                       |
| -------------------------------------- | ---------------------------------- | ---------------------------- | ---------------------------- | ---------------------------- | ---------------------------- | ---------------------------- | ---------------------------- | ---------------------------- | ---------------------------- | ---------------------------- | ---------------------------- | ------------------------------------ | --------------------------- |
| 2009                                   | "Fairytale"                        | 1                            | 10                           | 2                            | 1                            | 1                            | 1                            | 1                            | 1                            | 2                            | 3                            | - NOR: Oro - SUE: Platino - FIN: Oro | Fairytales                  |
| 2009                                   | "Funny Little World"               | 1                            | —                            | —                            | —                            | —                            | —                            | 4                            | —                            | —                            | —                            |                                      | Fairytales                  |
| 2009                                   | "Roll With the Wind"               | 10                           | —                            | —                            | —                            | —                            | —                            | —                            | —                            | —                            | —                            |                                      | Fairytales                  |
| 2010                                   | "Oah"                              | 23                           | —                            | —                            | —                            | —                            | —                            | 56                           | —                            | —                            | —                            |                                      | No Boundaries               |
| 2010                                   | "Europe's Skies"                   | —                            | —                            | —                            | —                            | —                            | —                            | —                            | —                            | —                            | —                            |                                      | No Boundaries               |
| 2011                                   | "Resan till dig"                   | —                            | —                            | —                            | —                            | —                            | —                            | —                            | —                            | —                            | —                            |                                      | Visa vid vindens ängar      |
| 2012                                   | "I'll Show You" (con Paula Seling) |                              |                              |                              |                              |                              |                              |                              |                              |                              |                              |                                      | Sencillos Independientes    |
| 2012                                   | "Leave Me Alone"                   |                              |                              |                              |                              |                              |                              |                              |                              |                              |                              |                                      | Sencillos Independientes    |
| 2014                                   | "Into a Fantasy"                   |                              |                              |                              |                              |                              |                              |                              |                              |                              |                              |                                      | Cómo entrenar a tu dragón 2 |
| 2016                                   | "I Came to Love You"               | —                            | —                            | —                            | —                            | —                            | —                            | —                            | —                            | —                            | —                            |                                      | Sencillos Independientes    |
| 2018                                   | "That's How You Write A Song"      | 28                           |                              |                              |                              |                              |                              | 58                           |                              |                              |                              | - NOR: Platino                       | Sencillos Independientes    |
| 2018                                   | "Mom"                              |                              |                              |                              |                              |                              |                              |                              |                              |                              |                              |                                      | Sencillos Independientes    |
| 2018                                   | "Let the Music Guide You"          |                              |                              |                              |                              |                              |                              |                              |                              |                              |                              |                                      | Sencillos Independientes    |
| 2019                                   | "I'm Still Here"                   |                              |                              |                              |                              |                              |                              |                              |                              |                              |                              |                                      | Sencillos Independientes    |
| 2020                                   | "My Whole World"                   |                              |                              |                              |                              |                              |                              |                              |                              |                              |                              |                                      | Sencillos Independientes    |
| 2020                                   | "Give Me Rain"                     |                              |                              |                              |                              |                              |                              |                              |                              |                              |                              |                                      | Sencillos Independientes    |
| 2020                                   | "Magic"                            |                              |                              |                              |                              |                              |                              |                              |                              |                              |                              |                                      | Sencillos Independientes    |
| 2020                                   | "Wonderland" (con Roxen)           |                              |                              |                              |                              |                              |                              |                              |                              |                              |                              |                                      | Sencillos Independientes    |
| 2021                                   | "Mitt Andre Hjem"                  |                              |                              |                              |                              |                              |                              |                              |                              |                              |                              |                                      | Sencillos Independientes    |
| 2021                                   | "Stay" (con Sirusho Harutyunyan)   |                              |                              |                              |                              |                              |                              |                              |                              |                              |                              |                                      | Sencillos Independientes    |
| "—" denota que no entró en las listas. |                                    |                              |                              |                              |                              |                              |                              |                              |                              |                              |                              |                                      |                             |

### Otras canciones
| 2009                                   | "I Don't Believe in Miracles / Superhero" | 18 | Black Lightning Soundtrack |                |
| 2010                                   | "Fela Igjen" (feat. Opptur)               |    | Sencillos Independientes   |                |
| 2015                                   | "Typisk norsk" (con Katastrofe)           | 12 | Sencillos Independientes   | - NOR: Platino |
| "—" denota que no entró en las listas. |                                           |    |                            |                |

## Libros
El 19 de septiembre de 2015, la editorial Cappelen Damm publicó el primer libro de Alexander, "Trolle y el violín mágico" ("Trolle og den Magiske Fela" en el título original noruego o "Trolle and the magic fiddle" en inglés). Se trata de un libro infantil que cuenta la historia de Trolle, un joven "trol" al que los demás trolls molestan por no tener cola, aunque todo cambia cuando Trolle encuentra un violín mágico.